# ذا غيت أواي: بلاك مانداي
ذا غيت أواي: الإثنين الأسود، هي لعبة أكشن-مغامرات وعالم مفتوح، تم تطويرها من قبل ستوديو لندن، ونشرتها سوني كمبيوتر إنترتنمنت حصرياً لمنصة بلاي ستيشن 2 عام 2004.

## اللعب
في هذه اللعبة، تتواجد السيارات مثل بيجو، سيتروين، رينو، برابوس، واخيرا روفر.

## القصة
اللعبة تفتتح بتسلسل الفلاش باك: الرقيب بن "ميتش" ميتشل (بوب كراير) يطارد لصًا مراهقًا مسلحًا.  يتوقف اللص المراهق عن الركض بدلاً من تصويب بندقيته نحو ميتش.  يأمره ميتش بإسقاط سلاحه لكن المراهق يختار بعد ذلك محاولة الالتفاف والهروب.  أطلق ميتش النار من سلاحه، مما جعل الأمر يبدو وكأنه أطلق النار على المراهق عمدًا في ظهره.  وبعد عام واحد، كان ميتش في يومه الأول مع الفريق.  يتجه الفريق نحو منطقة سكنية في شرق لندن، حيث يعتقدون أن فريق كولينز كرو يقوم بتخزين المخدرات في شقة.
اقتحم الفريق الشقة لكنه وجدها فارغة (مع عضوين فقط من كولينز)، لكن بي سي هارفي (سيث جي) وضابط آخر من SO19 يجدون بابًا يؤدي إلى الشقة المجاورة ويجدون الكثير من المخدرات.  وسرعان ما طاردوهم في المجمع السكني وأصيب بي سي هارفي في ساقه.  يطارد ميتش بمفرده المشتبه بهم المتبقين الذين يأخذون امرأة عجوز كرهينة في السطح.  بالعودة إلى المحطة، يتعرض ميتش للسخرية بشأن حادثة إطلاق النار على المراهق ويكاد يفقد أعصابه.  المفتش مونرو (كارل جينكينسون) يبلغهم بعد ذلك بإطلاق نار على نادي ملاكمة في شورديتش.  بعد وصوله إلى مكان الحادث، يطارد ميتش جيمر كولينز (جلين دوهرتي) الذي تمكن من الهروب. يشتبه مونرو في أن عصابة لاتفية هي المسؤولة ويعين ميتش وستوبارد (مارك بيردسمور) للانضمام إلى وحدة SO19، الذين يستعدون لمداهمة ساحة للخردة في لامبيث لاحتجاز المشتبه به، ليفي ستراتوف (بول كاي).  يتم إنقاذ ستراتوف على الفور ويقود ميتش إلى جاكي فيليبس (كيري آن سميث).  أبلغتهم بصفقة تم إبرامها في محطة مترو أنفاق هولبورن على المنصة 4. حاول ميتشل القبض على التاجر، لكنه هرب وتم القبض عليه بعد ذلك.  تجري جاكي مكالمة هاتفية قائلة إنها تعرف القائد، حيث ينقطع الهاتف.  عند وصولهم، أطلق رجل النار على مونرو وتركه في شقة جاكي، فانفجرت فقتلته.  تركت جاكي ملاحظة تقول "سكوبيل" بينما تعلم الشرطة أن تجارة الأسلحة آخذة في التراجع.  يتفوق ميتش على التاجر ويستخرج المعلومات مما يقود الفريق إلى أحد المستودعات. تنتقل اللعبة إلى قصة إيدي أوكونور (ديفيد ليغينو).  كان نيك وجيمر كولينز قد خططا في الأصل لسرقة رموز بطاقات الائتمان وطباعة بطاقاتهما الخاصة.  عندما يدين داني ويست (دينيس جيلمور) بدين القمار لكولينز، يجبر ويست على إقناع الناس بسرقة رموز بطاقة الائتمان من مجموعة سكوبيل وسرقة الأيقونة (قطعة أثرية دينية صغيرة، والتي تم الكشف عنها في النهاية على أنها قضية).  حيث يتم إخفاء الماس)، حتى لا يدرك أحد أن رموز البطاقة مسروقة.  قام إيدي مع آخرين بمداهمة بنك مجموعة سكوبيل لاستعادة الأيقونة، لكن الجميع قُتلوا باستثناء إيدي الذي تعرض للتعذيب؛  سام طومسون (جين بيتشي) الذي يهرب عبر فتحة التهوية؛  وجون المنظف (تانر عاكف) الذي يتقاطع ويهرب بالأيقونة.  يهرب إيدي وسام.  وجدوا جون ميتًا في الحانة، لكن إيدي تمكن من استعادة الأيقونة. يعودون إلى نادي الملاكمة ويرون ميتش يدخل.  يتسلل سام إلى الداخل ويرى داني وصبيًا صغيرًا، يُفترض أنه ابن إيرول (مايك هارفي)، ميتًا، وكذلك ليام سبنسر من المباراة الأولى.  ترك سام جهاز كمبيوتر محمولًا في البنك ويريد العودة.  إذا قال إيدي "نعم"، فإنهم يطلقون النار على طريقهم إلى الداخل، ولكن إذا قالت "لا"، يتركها إيدي وتتسلل إلى الداخل. يسترد سام الكمبيوتر المحمول.  إذا رافقها إيدي، فلن يتم القبض عليها، ولكن إذا لم يفعل ذلك، فسيتم القبض عليها.  يتعقب إيدي كولينز، الذي يذكر أن فيكتور سكوبيل (روبرت جيزيك)، الرئيس التنفيذي لمجموعة سكوبيل، قتل ويست.  يوري (روني ياكوبوسكي) أطلق النار على يد كولينز اليمنى ثلاث مرات قبل أن يقضي عليه برصاصة في الرأس.  إيدي يتبع يوري ليقود إلى سكوبيل.  لقد تعرض لكمين من قبل ناديا بروشناتوفا (يانا يانيزيتش) التي لديها جاكي.  يداهم الرقيب ميتش المستودع (وهنا انتهت قصته) ويقتل إيدي يوري.
ثم يقوم إما بإنقاذ جاكي فيليبس أو يتركها تسقط حتى الموت.  في كلتا الحالتين، يهرب إيدي ويطارد فيكتور إلى منزله، حيث يقتل ناديا، وإذا اختار اللاعب ذلك، فسيقتل زارا (جو لودن).  إذا لم يتم القبض على سام، فإنها تتسلل إلى سيارة أليكسي (جون ألباسيني).  يطارد إيدي فيكتور إلى يخته ويقتل أليكسي.  هناك أربع نهايات مختلفة اعتمادًا على تصرفات اللاعب طوال اللعبة.  يُظهر المشهد الأخير الجزء الخارجي من محطة الضخ.  الشرطة تقف على أهبة الاستعداد، ويقف سام وميتش هناك إذا كانا على قيد الحياة.